# Valles del Voltoya y el Zorita
Valles del Voltoya y el Zorita este o arie protejată (arie specială de conservare — SAC, sit de importanță comunitară — SCI) din Spania întinsă pe o suprafață de 39.653,05 ha, integral pe uscat.

## Localizare
Centrul sitului Valles del Voltoya y el Zorita este situat la coordonatele 40°51′06″N 4°22′21″W / 40.8518°N 4.3725°V.

## Înființare
Situl Valles del Voltoya y el Zorita a fost declarat sit de importanță comunitară în august 2000 pentru a proteja 1 specie de plante și 17 specii de animale. Situl a fost protejat și ca arie specială de conservare în septembrie 2015.

## Biodiversitate
Situată în ecoregiunea mediteraneană, aria protejată conține 22 de habitate naturale: Pajiști umede mediteraneene cu ierburi înalte de Molinio-Holoschoenion, Galerii de Salix alba și de Populus alba, Pante stâncoase calcaroase cu vegetație casmofită, Fânețe de joasă altitudine (Alopecurus pratensis, Sanguisorba officinalis), Păduri iberice de Quercus faginea și Quercus canariensis, Iazuri temporare mediteraneene, Lacuri eutrofice naturale cu vegetație de tip Magnopotamion sau Hydrocharition, Păduri de pin mediteraneene cu pini mezogeni endemici, Mlaștini turboase de tranziție și turbării mișcătoare, Păduri de stejar galițio-portugheze cu Quercus robur și Quercus pyrenaica, Păduri de Quercus ilex și Quercus rotundifolia, Liziere de ierburi înalte hidrofile de câmpie și de nivel montan până la alpin, Păduri endemice cu Juniperus spp., Dehesas cu Quercus spp. perene, Păduri termofile cu Fraxinus angustifolia, Pante stâncoase silicioase cu vegetație casmofită, Lande oro-mediteraneene cu formațiuni endemice de grozamă, Tufărișuri termo-mediteraneene și de pre-deșert, Pseudostepă cu ierburi și specii anuale de Thero-Brachypodietea, Pășuni mediteraneene udate de apa mării (Juncetalia maritimi), Cursuri de apă de la nivel de câmpie la nivel montan, cu vegetație Ranunculion fluitantis și Callitricho-Batrachion, Roci stâncoase cu vegetație pionieră de Sedo-Scleranthion sau Sedo albi-Veronicion dillenii.
La baza desemnării sitului se află mai multe specii protejate:
- plante (1): Apium repens
- amfibieni (1): Discoglossus galganoi
- mamifere (8): lupul (Canis lupus), Galemys pyrenaicus, vidră de râu (Lutra lutra), liliac cu aripi lungi (Miniopterus schreibersii), liliac cu urechi de șoarece (Myotis blythii), liliac comun (Myotis myotis), liliacul mare cu potcoavă (Rhinolophus ferrumequinum), liliacul mic cu potcoavă (Rhinolophus hipposideros)
- nevertebrate (3): fluturele auriu (Euphydryas aurinia), Euplagia quadripunctaria, rădașcă (Lucanus cervus)
- pești (4): Achondrostoma arcasii, Cobitis calderoni, Pseudochondrostoma duriense, Rutilus alburnoides
- reptile (1): Mauremys leprosa

Pe lângă speciile protejate, pe teritoriul sitului au mai fost identificate 10 specii de plante, 8 specii de amfibieni, 13 specii de mamifere, 2 specii de pești, 2 specii de reptile.